# Cerapachys jacobsoni
Cerapachys jacobsoni är en myrart som beskrevs av Auguste-Henri Forel 1912. Cerapachys jacobsoni ingår i släktet Cerapachys och familjen myror. Inga underarter finns listade i Catalogue of Life.